# Monti Anngačak
I Monti Anngačak o Bol'šoj Anngačak (in russo хребет Ангачак o Большой Ангачак?) sono una catena montuosa che fa parte del sistema dei Monti Čerskij e si trova nel territorio dell'Oblast' di Magadan, in Russia. 
Si trovano tra le catene più meridionali del sistema montuoso dei Čerskij, a nord dell'Altopiano dell'alta Kolyma. La catena si estende dal fiume Levaja Suchachy (a nord) al bacino idrico della Kolyma (a sud). A nord-ovest corre quasi parallela la cresta Malyj Anngačak, separata dal fiume e dal lago Ėl'gennja (Эльгення). Il fiume Pravaja Suchachy scorre alle pendici nord-orientali e il lago Jack London (озеро Джека Лондона) si trova sul versante orientale.
In precedenza, la vetta più alta dei monti Anngačak era considerata la vetta Aborigena (пик Абориген, 2 286 m), ma dopo nuovi rilievi il punto più alto è risultato il picco Bilibin (пик Били́бина 2 293 m).